# تیانا الکساندرا
تیانا الکساندرا (انگلیسی: Tiana Alexandra؛ زادهٔ ۱۱ اوت ۱۹۶۱) یک هنرپیشه، و کارگردان اهل ایالات متحده آمریکا است. وی از سال ۱۹۷۵ میلادی تاکنون مشغول فعالیت بوده‌است.